# Cleptocaccobius lamottei
Cleptocaccobius lamottei är en skalbaggsart som beskrevs av Yves Cambefort 1983. Cleptocaccobius lamottei ingår i släktet Cleptocaccobius och familjen bladhorningar. Inga underarter finns listade i Catalogue of Life.